# Pantanal Futebol Clube
Le Pantanal Futebol Clube est un club brésilien de football basé à Corumbá dans l'État du Mato Grosso do Sul.

## Historique
- 1987 : fondation du club sous le nom de Ladário FC
- 2003 : le club est renommé Ladário Pantanal FC
- 2004 : le club est renommé Pantanal FC